# لين غرير
لين غرير (بالإنجليزية: Lynn Greer)‏ مواليد 23 أكتوبر 1979 في فيلادلفيا، هو لاعب كرة سلة أمريكي سابق. بدأ مسيرته الاحترافية في سنة 2002. يبلغ طوله 6 قدم 1 بوصة (1.9 م). حقق المركز الثالث في الألعاب الجامعية الصيفية 2001. اعتزل اللعب في 2015.

## المسيرة الاحترافية
لعب مع باسكت نابولي في موسم 2005–2006، ثم لعب مع ميلووكي باكز في موسم 2006–2007، ثم لعب مع نادي أولمبياكوس لكرة السلة من سنة 2007 إلى 2009، ثم لعب مع فنربخشة لكرة السلة في الدوري التركي من سنة 2009 إلى 2011، ثم لعب مع أولمبيا ميلانو في الدوري الإيطالي في سنة 2011.

## سجل المنافسة
شارك في المنافسات التالية:
- بطولة أمم الأمريكتين لكرة السلة 2005

## الميداليات
| الميدالية | المسابقة                      |
| --------- | ----------------------------- |
| برونزية   | الألعاب الجامعية الصيفية 2001 |

## روابط خارجية
- لين غرير على موقع الاتحاد الدولي لكرة السلة (الإنجليزية)
- لين غرير على موقع الدوري الأوروبي لكرة السلة (الإنجليزية)
- لين غرير على موقع إن بي أي (الإنجليزية)
- لين غرير على موقع سبورتس رفرنس (الإنجليزية)
- لين غرير على موقع كرة السلة الأوروبية.كوم (الإنجليزية)
- لين غرير على موقع كلية كرة السلة في سبورتس رفرنس.كوم (الإنجليزية)
- لين غرير على موقع ريلجم (الإنجليزية)
- لين غرير على موقع بروبوليرز (الإنجليزية)
- لين غرير على موقع سبورتس رفرنس (الإنجليزية)
- لين غرير على موقع سبورتس رفرنس (الإنجليزية)